# Duke Ellington
Edward Kennedy (Duke) Ellington (Washington D.C., 29 april 1899 – New York, 24 mei 1974) was een Amerikaans jazzpianist, orkestleider en componist.

## Levensloop
Ellington werd geboren als zoon van de oberkelner James Edward Ellington, die ooit in het Witte Huis werkte en daarna een cateringservice dreef. Zijn vader probeerde de kinderen op te voeden zoals dat in die dagen in een burgerlijke middenstandsfamilie gebruikelijk was. Zijn eerste pianolessen kreeg de jonge Ellington op zevenjarige leeftijd van zijn moeder Daisy Kennedy Ellington. Aanvankelijk had hij er weinig plezier in en werden de lessen gestaakt, maar toen hij op veertienjarige leeftijd de pianist Harvey Brooks had horen spelen ontvlamde zijn interesse. Vanwege zijn deftige verschijning werd hij door zijn klasgenoten al in zijn jeugd "Duke" (hertog) genoemd. Zijn carrière als professioneel musicus begon toen hij zeventien jaar oud was. Op vierentwintigjarige leeftijd ging hij met zijn vriend Arthur Whetsol naar New York en sloot zich aan bij de groep van Elmer Snowden, the Washington Black Sox. Na problemen met Snowden werd Ellington tot de nieuwe leider van de band gekozen, inmiddels "The Washingtonians" geheten. Ze speelden in verschillende clubs en toerden tot 1927 als dansorkest door New England. Toen de destijds beroemde King Oliver te veel geld vroeg voor de Cotton Club (New York), kon Ellington daar met zijn band als huisorkest komen werken. Als "Duke Ellington and his Jungle Band" verwierf hij nationale bekendheid door de vele radio-uitzendingen die vanuit deze club in Harlem gemaakt werden.
In deze periode was Ellington in de gelegenheid vele verschillende stijlen uit te proberen. Hij experimenteerde in zijn composities veel met tonaliteit, met trompetgeschetter, met dempers en met grommende saxofoons (Jungle Style). Toen Ellington in 1932 vertrok bij de Cotton Club was hij een van de bekendste Afro-Amerikanen; hij produceerde veel werk voor platenfirma's en filmstudio's. Hij toerde met zijn band door de VS en door Europa. In de jaren zestig maakte hij een wereldtournee. Zijn hele leven bleef hij experimenteren en werkte hij samen met de meest vooruitstrevende musici van zijn tijd zoals John Coltrane, Charles Mingus en Max Roach.

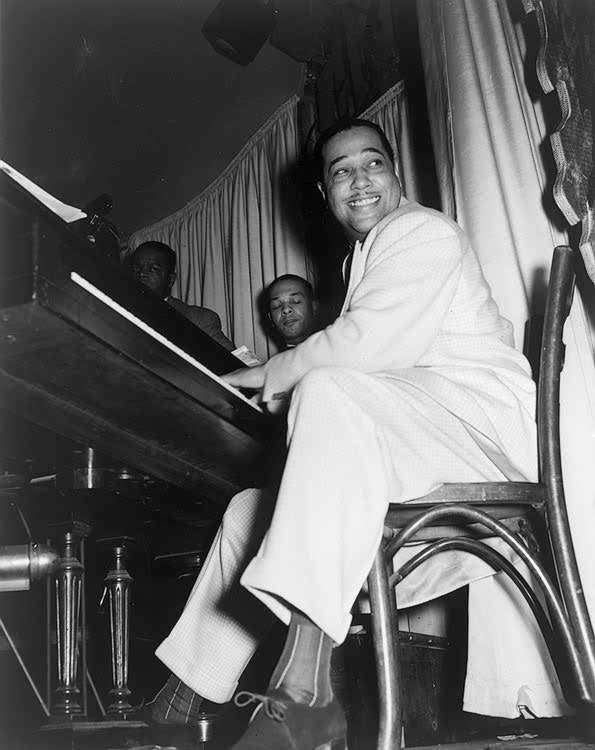
Duke Ellington in de Hurricane-Club 1943

Hij bereikte in de jaren veertig met zijn band grote hoogten door speciaal voor iedere stem in zijn orkest te componeren en te arrangeren. Een belangrijke invloed daarbij was zijn vriendschap met de pianist en componist Billy Strayhorn, die in 1939 tot de band was toegetreden. Het stuk Take the A Train dat vaak aan Ellington wordt toegeschreven werd in feite door Strayhorn gecomponeerd.
Toen de populariteit van de Swing afnam en zijn bandleden andere wegen gingen bleef Ellington nieuwe vormen vinden die hij met gelegenheidsmuzikanten ten uitvoer bracht. In zijn late werk componeerde hij veel lange stukken waarbij hij zich op de klassieke muziek oriënteerde, zoals Black, Brown and Beige (1943) of Such Sweet Thunder (1957) dat gebaseerd is op William Shakespeare. Hij maakte Bigband versies van de Peer-Gynt-Suite en de Notenkrakersuite (1960).
In 1956 maakte hij een comeback doordat er een live-optreden op de plaat verscheen van zijn compositie Diminuendo and Crescendo in Blue. Dit werk was een combinatie van twee oudere stukken (Diminuendo in Blue en Crescendo in Blue) en werd met een bijzonder lange tenorsaxofoonsolo uitgevoerd door Paul Gonsalves op het Newport Jazz Festival.
Critici vonden soms dat Ellington in zijn lange composities het wezenlijke van de jazz ten gunste van een kunstmatige klassieke muziek had opgegeven. Duke Ellington stond bekend om zijn ijdelheid en zijn autoritaire manier van omgaan met de bandleden en met zijn familie. Zo verbood hij zijn zus om zonder begeleiding het huis te verlaten. Zijn zoon Mercer bevestigde dat Ellington met harde hand regeerde.
Duke Ellington was sinds 1932 vrijmetselaar.

## Prijzen
In 1965 werd Ellington voor de Pulitzer-prijs genomineerd, die hij echter niet won. Zijn ironische commentaar daarop was dat het lot hem welgevallig was, omdat het ervoor zorgde dat hij niet te vroeg beroemd zou worden.

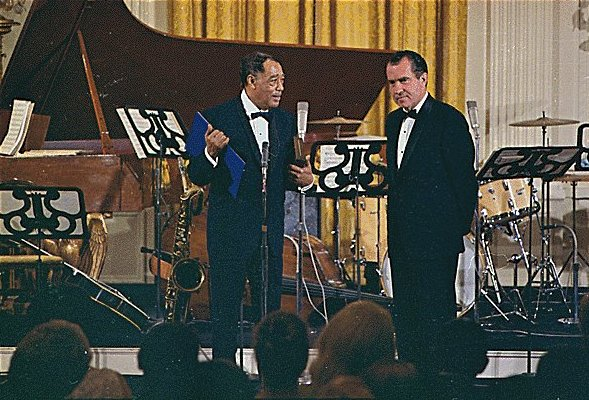
President Nixon reikt de Presidential Medal of Freedom uit aan Duke Ellington (1969)

Op 24 april 1969 kreeg Ellington voor zijn oeuvre de Presidential Medal of Freedom uit handen van president Richard Nixon. In 1973 werd hij opgenomen in het Franse Legioen van Eer. Duke Ellington stierf (75) in mei 1974 aan een longontsteking. Hij werd begraven op het Woodlawn Friedhof in de Bronx in New York.
In 1997 werd een door de beeldhouwer Robert Graham gemaakt beeld opgericht ter nagedachtenis aan Ellington in het Central Park, ter hoogte van de kruising van de Fifth Avenue en de 110th Street. In zijn geboorteplaats Washington D.C. bestaat er een school, de Duke Ellington School of the Arts, die getalenteerde leerlingen op een carrière in de kunst voorbereidt.

## Oeuvre
Duke Ellington was een veelzijdig jazzcomponist wiens invloed op de muziek tussen de jaren twintig en de jaren zestig van de 20e eeuw niet gering was. Hij wordt tot de grootste Amerikaanse componisten gerekend. Zijn grote successen waren Take the A Train, Satin Doll, Rockin' in Rhythm, Mood Indigo, Caravan en Sophisticated Lady. In jaren 20 en de jaren 30 werkte hij veel samen met Irving Mills, vanaf 1940 het meest met Billy Strayhorn.
Veel van zijn composities waren speciaal op bepaalde musici van zijn orkest toegeschreven: Johnny Hodges, Bubber Miley, Cootie Williams, Joe „Tricky Sam“ Nanton, Barney Bigard, Ben Webster, Harry Carney, Sonny Greer, Otto Hardwick en Wellman Braud. Een van de bekendste van deze stukken is Concerto for Cootie (1940). Sommige musici uit zijn band bereikten zelf sterstatus zoals Jimmy Blanton en Ben Webster.
Ellington schreef ook filmmuziek voor Black and Tan Fantasy (1929), Anatomy of a Murder (1959) en Paris Blues (1961) (met de acteurs Paul Newman en Sidney Poitier als jazzmusici).

### Composities
Een greep uit de meer dan tweeduizend composities die van Duke Ellington bekend zijn:
- Birmingham Breakdown 1926
- East St. Louis Toodle-Oo 1927
- Black & Tan Fantasy 1927
- Black Beauty 1928
- Creole Love Call 1928
- Jubilee Stomp 1928
- The Mooche 1929
- Doin' the Voom Voom 1929
- Dreamy Blues/Mood Indigo 1931
- Rockin’ in Rhythm 1931
- Creole Rhapsody 1931
- It Don’t Mean a Thing (If It Ain’t Got That Swing) 1932
- Drop Me Off in Harlem 1933
- Sophisticated Lady 1933
- Daybreak Express 1934
- Delta Serenade 1935
- In a Sentimental Mood 1935
- Reminiscing in Tempo 1935
- Clarinet Lament 1936
- Caravan 1937
- Azure 1937
- Diga Diga Doo 1937
- Blue Reverie 1937
- Scattin' at the Kit Kat 1937
- Pyramid 1938
- Prelude to a Kiss 1938
- I Let a Song Go Out of My Heart 1938
- Battle of Swing 1939
- Blue Light 1939
- Subtle Lament 1939
- Sergeant was Shy 1939
- Ko-Ko 1940
- Concerto for Cootie 1940
- Cotton Tail 1940
- All Too Soon 1940
- Warm Valley 1940
- Across the track blues 1940
- Never no lament (don't get around much anymore) 1940
- Take the "A" Train 1941
- I Got it Bad (and That Ain’t Good) 1941
- Just Squeeze Me (But Don't Tease Me) 1941
- Moon Mist 1941
- Chelsea bridge 1941
- Rocks in My Bed 1941
- Just A-Sittin' and A-Rockin' 1941
- Perdido 1942
- I’m Beginning to See the Light 1944
- Perfume Suite 1944
- I'm Just a Lucky So-and-So 1944
- I Didn't Know About You 1944
- Everything But You 1945
- Day Dream 1946
- Diminuendo in blue 1946
- Harlem 1950
- Lonesome Valley 1956
- A Drum Is a Women 1956
- Monologue 1957
- Portrait of Ella Fitzgerald 1957
- Satin Doll 1958
- Midnight Indigo 1959
- Such Sweet Thunder 1959
- Sunswept Sunday 1959

### Belangrijke werken en liveregistraties
- Black, Brown, and Beige 1945
- Newport Jazz Festival Suite 1956
- A Drum Is a Woman 1956
- Royal Ancestry (Portret van Ella Fitzgerald) 1957
- Shakespearean Suite 1957
- Toot Suite 1958
- Jump for Joy 1959
- Anatomy of a Murder 1959
- The Ellington Suites (incl. Queens Suite) 1959
- Nutcracker Suite 1960
- Paris Blues 1961
- The Far East Suite 1964
- The Second Sacred Concert 1967
- And His Mother Called Him Bill 1967
- Francis A. Sinatra & Edward K. Ellington (1968, met Frank Sinatra)
- New Orleans Suite 1971

### Eerbetonen

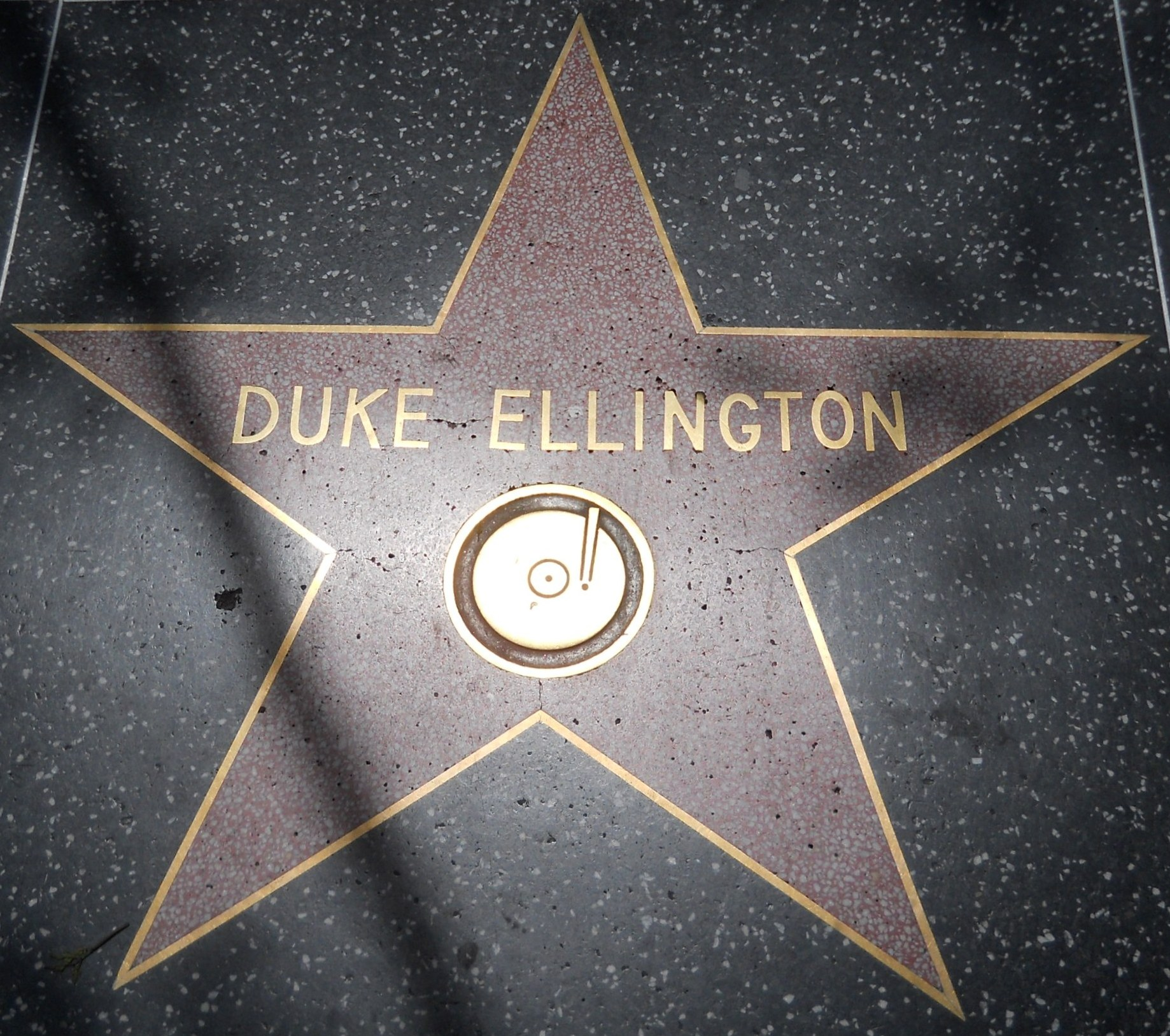
Ster op de Hollywood Walk of Fame ter hoogte van 6535 Hollywood Blvd.

- Dave Brubeck droeg "The Duke" (1954) op aan Ellington, waarmee het een standaardwerk werd en gecoverd werd door anderen, zowel tijdens Ellington's leven (zoals door Miles Davis op Miles Ahead, 1957) en na zijn dood (o.a. door George Shearing op I Hear a Rhapsody: Live at the Blue Note, 1992). Het album The Real Ambassadors bevat een vocale versie van het nummer "You Swing Baby (The Duke)", met teksten van Iola Brubeck, Dave Brubeck's vrouw. Het is opgevoerd als een duet tussen Louis Armstrong en Carmen McRae. Ook dit nummer is opgedragen aan Duke Ellington.
- Miles Davis maakte zijn half uur durende elegie "He Loved Him Madly" (op Get Up with It) als een eerbetoon aan Ellington een maand na zijn dood.
- Stevie Wonder schreef het nummer "Sir Duke" als een eerbetoon aan Ellington in 1976.
- Joe Jackson interpreteerde Ellington's werk op "The Duke" (2012)[1] met verrassende nieuwe arrangementen en onverwachte samenwerkingen met o.a. Iggy Pop, Sharon Jones, Zuco 103 and Steve Vai.

Er zijn honderden albums opgedragen aan de muziek van Duke Ellington en Billy Strayhorn door beroemde en minder beroemde artiesten. De meer bekende zijn onder andere Sonny Stitt, Thelonious Monk, Dizzy Gillespie, Tony Bennett, Claude Bolling, Oscar Peterson, Toshiko Akiyoshi, Dick Hyman, Joe Pass, Joe Jackson, Milt Jackson, Earl Hines, André Previn, World Saxophone Quartet, Ben Webster, Zoot Sims, Kenny Burrell, Lambert, Hendricks and Ross, Martial Solal, Clark Terry and Randy Weston.

## Bandleden

### Eerste bezetting
- Duke Ellington - Piano
- Otto Hardwick - Saxofoon
- Arthur Whetsol - Trompet
- Elmer Snowden - Banjo en bandleider
- Sonny Greer - Drums

### 1923
- Duke Ellington - Piano
- Otto Hardwick - Saxofoon
- Bubber Miley- Trompet
- Elmer Snowden - Banjo en bandleider
- Charlie Irvis - Trombone
- Sonny Greer - Drums

### 1926
- Duke Ellington - Piano
- Otto Hardwick - Saxofoon
- Harry Carney - Saxofoon
- Bubber Miley - Trompet
- Fred Guy - Banjo
- “Tricky Sam” Nanton - Trombone
- Sonny Greer - Drums
- vier niet met name genoemde musici

### 1928
- Duke Ellington - Piano
- Otto Hardwick - Saxofoon
- Harry Carney - Saxofoon
- Johnny Hodges - Saxofoon
- Barney Bigard - Klarinet
- Cootie Williams - Trompet
- Fred Guy - Guitar&Banjo
- “Tricky Sam” Nanton - Trombone
- Sonny Greer - Drums
- vier niet met name genoemde musici

### 1932
- Duke Ellington - Piano
- Otto Hardwick - Saxofoon
- Harry Carney - Saxofoon
- Johnny Hodges - Saxofoon
- Barney Bigard - Klarinet
- Cootie Williams - Trompet
- Fred Guy - Banjo
- “Tricky Sam” Nanton - Trombone
- Lawrence Brown - Trombone
- Sonny Greer - Drums
- vier niet met name genoemde musici

### 1940
- Duke Ellington - Piano
- Otto Hardwick - Saxofoon
- Harry Carney - Saxofoon
- Johnny Hodges - Saxofoon
- Ben Webster - Saxofoon
- Barney Bigard - Klarinet
- Cootie Williams - Trompet
- Rex Stewart - Trompet
- Fred Guy - Guitar
- “Tricky Sam” Nanton - Trombone
- Lawrence Brown - Trombone
- Juan Tizol - Trombone
- Jimmy Blanton - Bas (+1941)
- Sonny Greer, Sam Woodyard - Drums
- twee niet met name genoemde musici
- Billy Strayhorn - Arrangeur

Voor een volledig overzicht van de musici in de bands van Ellington, zie Lijst van orkestleden Duke Ellington

## NPO Radio 2 Top 2000
| Nummer met noteringen in de NPO Radio 2 Top 2000 | '99  | '00 | '01  |
| ------------------------------------------------ | ---- | --- | ---- |
| Take the A Train                                 | 1672 | -   | 1679 |

1. ↑  Een '-' betekent dat het nummer niet was genoteerd en een vetgedrukt getal geeft de hoogste notering aan.
2. ↑  Deze tabel is bijgewerkt tot en met de laatste editie (2024).